# 自走式模块化平板车

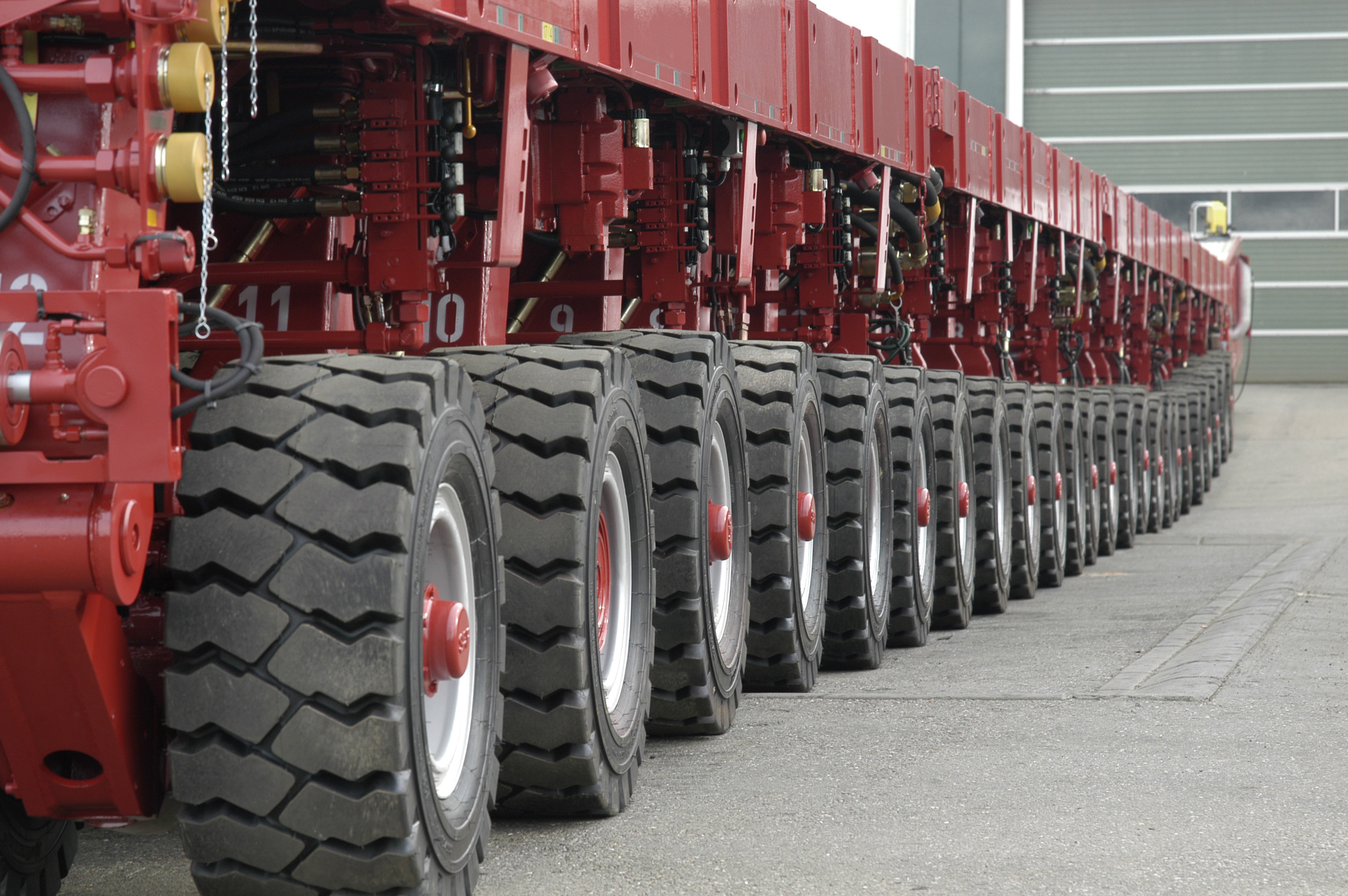

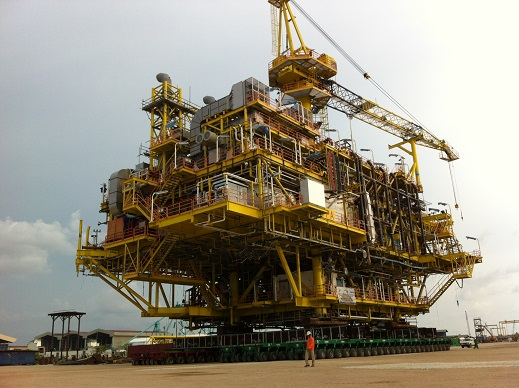

自走式模块化平板车（Self-Propelled Modular Transporter，縮寫 SPMT），是一种高端的模块化重型运载工具，也是目前陆地上最强大的运载工具，由数量庞大的高压轮胎和液压油缸组成，可根据需求进行拼接以满足各种工作情况。可用于运输普通货车无法运送的大型货物，如大型反应器、变压器、钢结构，超重模块，乃至于建筑物或者楼房。
近几年来其广泛应用海洋工程，比如石油平台、导管架或LNG模块的运输及装船、卸船。这些货物通常都是千吨以上，动辄万吨级别。在自走式模块化平板车广泛应用之前，这些超大货物只能采取在地上铺滑道，靠钢绳拖拉的方式来移动，基础建设投入大，效率低，场地利用率更是低下，而自走式模块化平板车可以随意而轻松的移动这些庞然大物，极大的提高了效率和经济性。
自走式模块化平板车最大的特点在于其便利性和适应性极强。例如，在城市化拆迁中，难免遇到一些有价值的古老建筑，我们既不想将其损毁，又无法保留在原地，那么我们可以使用自走式模块化平板车将其整体运输到任何地方。又或者，老化的立體交叉桥需要维修或更换，在不影响交通的情况下，几乎是无法实现的，但是使用自走式模块化平板车来更换整块新建好的桥段，仅需几个小时。
自走式模块化平板车最早起源于欧洲的特种设备公司。随着工业领域模块化建设技术的推广，以及城市建设的需求，自走式模块化平板车的需求日益增大，同時也将不断刷新运输业的记录。